# Línea 3 Scarborough
La Línea 3 Scarborough, anteriormente conocida como Scarborough RT, era una de las cuatro líneas que estaban componiendo la red de metro de Toronto, operada por el Comité de Tránsito de Toronto (TTC). Fue abierta al público el 22 de marzo de 1985, y contaba con 6 estaciones a lo largo de 6.4 kilómetros. Estaba conectada con la línea 2 Bloor–Danforth a través de la terminal sudoccidental Kennedy. Tras el descarrilamiento de un tren el 24 de julio de 2023, la TTC decidió cerrar permanentemente la línea y sustituirla por autobuses.
La línea no ha sufrido cambios desde su apertura en 1985 y tiene dos de las estaciones menos utilizadas del sistema. Los planes para revitalizarla y expandirla, ya sea reformarla para utilizar trenes más modernos o integrarla en la Línea 2 Bloor–Danforth, han sido debatidos durante más de una década por el gobierno municipal de Toronto. En abril de 2019, el primer ministro de Ontario Doug Ford, del Partido Conservador, comprometió 5,5 mil millones de dólares canadienses para completar antes de 2030 lo que el TTC llamó la "Extensión Este de la Línea 2".

## Historia
En 1972, el gobierno provincial anunció el plan GO-Urban para construir un sistema de tránsito de capacidad intermedia en los suburbios de Toronto, particularmente en Scarborough y Etobicoke, utilizando el Krauss-Maffei Transurban experimental. Sin embargo, Krauss-Maffei se vio obligado a abandonar el desarrollo cuando el gobierno federal de Alemania Occidental rechazó la financiación adicional. GO-Urban luego utilizó algunas de las tecnologías de Transurban para desarrollar una versión más simple con ruedas de acero, el sistema ICTS.

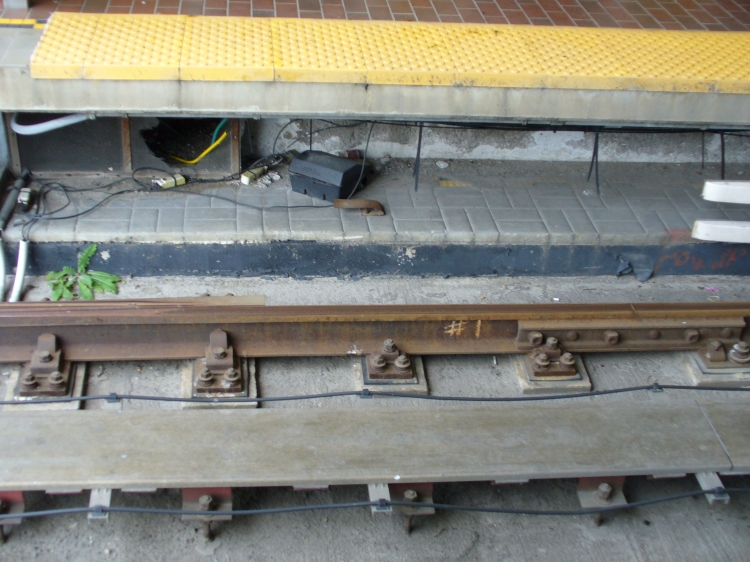
La plataforma original del tranvía con azulejos se puede ver en la estación Kennedy.

Durante este período, el TTC había estado trabajando en planes para ampliar su propia red con una serie de sistemas de tranvías utilizando un diseño de tranvía nuevo y muy ampliado, el Canadian Light Rail Vehicle (CLRV). El gobierno de Ontario, a cargo de GO Transit, estaba buscando un sitio de prueba para el sistema ICTS y exigió que el TTC lo usara para uno de sus proyectos de tranvía planificados, seleccionando la extensión de Scarborough. El TTC inicialmente se negó a realizar el cambio, argumentando que era una solución incorrecta y que, dado que la construcción de la línea ya había comenzado, sería una pérdida de dinero. Sin embargo, como el gobierno de Ontario proporcionaba el 75 por ciento de los fondos para la línea, cambiaron de opinión cuando el gobierno amenazó con cortar los fondos.
En la estación Kennedy, hay pistas que revelan que fue construido originalmente para la operación de tranvías; es posible ver antiguas plataformas de tranvías de bajo nivel que sobresalen de las actuales plataformas de alto nivel, y el bucle para girar los tranvías resultó demasiado cerrado para la operación segura de los coches ICTS, que no tenían una razón para girar, por lo que el bucle fue reemplazado por un crossover similar a una solución española. Ontario deseaba desarrollar y promover su nueva tecnología, que había sido diseñada para un servicio urbano GO Transit propuesto conocido como GO-ALRT. Los cambios en las regulaciones ferroviarias federales habían hecho innecesario el nuevo sistema para GO, por lo que el gobierno esperaba venderlo a otros servicios de tránsito para recuperar su inversión.

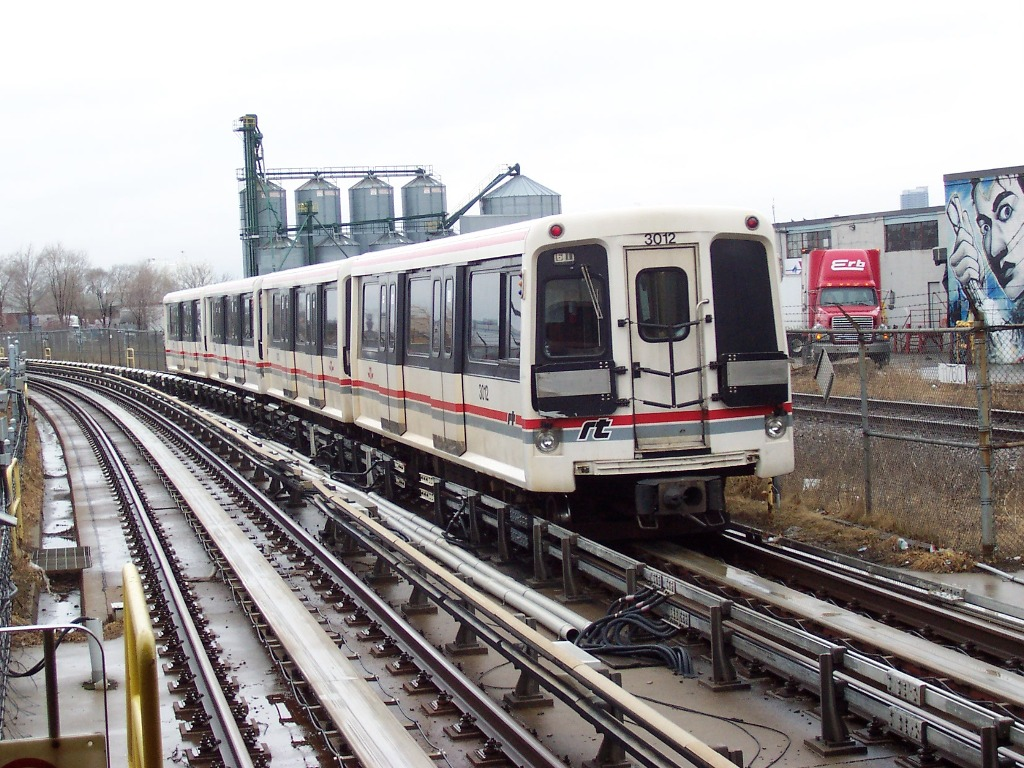
Un tren S series con su diseño original (1985-2015) en 2006.

La línea de Scarborough se abrió formalmente (como Scarborough RT) a invitados el 22 de marzo de 1985 y comenzó dar servicio al público el 24 de marzo de 1985.  Tres años después de su apertura, el TTC renovó su terminal suroeste en la estación Kennedy, porque la vía de giro en bucle, diseñada para tranvías unidireccionales según el plan anterior y no necesaria para los trenes ICTS bidireccionales, estaba causando descarrilamientos; se reemplazó por una única vía terminal y la estación fue así una solución casi española, con un lado para abordar y otro lado para descender, aunque el costado de embarque también se usa para descender fuera de las horas pico, fines de semana y festivos.
Con la línea acercándose al final de su vida útil, el TTC redujo la frecuencia del servicio a mediados de septiembre de 2012 para reducir el desgaste tanto del material rodante envejecido como de la infraestructura.
En 2015, el TTC comenzó a trabajar en los vagones para mantenerlos operativos hasta que la línea sea reemplazada por otro modo de tecnología ferroviaria. Esto incluyó envolver el material rodante con un acabado de vinilo azul para enfatizar el color de la línea y mostrar el número 3, un diagrama lineal de la línea Scarborough y el logotipo de TTC. El logotipo "RT" original ya no aparecía en los trenes, excepto cuando se quita la envoltura retráctil de la Línea 3 pero aún no se vuelve a aplicar. Estos fueron seguidos por mejoras en el interior, como el uso de asientos de terciopelo de colores. A partir del 13 de diciembre de 2016, con las puertas de tarifas Presto instaladas en la estación Lawrence East, todas las estaciones a lo largo de esta línea están habilitadas para Presto.
El 18 de abril de 2017, la TTC otorgó un contrato de $6,8 millones a Bombardier para reparar los daños por corrosión debajo de los pisos de los autos de los S series. Si no se subsanara el problema, existiría el riesgo de daños estructurales graves en los coches. Eso habría impedido que los vagones duraran hasta 2026, cuando se programó la extensión del metro de Scarborough para reemplazar la Línea 3. El trabajo de reparación requirió que el servicio se redujera de 6 trenes de cuatro vagones a 5.

## Estaciones
Las estaciones de la línea son:
| Estación           | Inauguración        | Ubicación | Tipo de estación            | Construcción | Conexiones |
| ------------------ | ------------------- | --------- | --------------------------- | ------------ | --- |
| McCowan            | 22 de marzo de 1985 | Toronto   | Terminal                    | Elevada      | Otros servicios - Autobuses TTC: 9, 16, 38, 129, 130, 131, 132, 133, 134, 169, 302, 913 - DRT: 920                                                                          |
| Scarborough Centre | 22 de marzo de 1985 | Toronto   | Paso                        | Elevada      | Otros servicios - Autobuses TTC: 9, 16, 21, 38, 43B, 129, 130, 131, 132, 133, 134, 169, 903, 913, 938, 939AB, 935A - Terminal de autobuses de Scarborough Centre            |
| Midland            | 22 de marzo de 1985 | Toronto   | Paso                        | Elevada      | Otros servicios - Autobuses TTC: 57 |
| Ellesmere          | 22 de marzo de 1985 | Toronto   | Paso                        | Superficial  | Otros servicios - Autobuses TTC: 95, 395, 995, 996 |
| Lawrence East      | 22 de marzo de 1985 | Toronto   | Paso                        | Superficial  | Otros servicios - Autobuses TTC: 54, 354, 954 |
| Kennedy            | 22 de marzo de 1985 | Toronto   | Terminal de correspondencia | Elevada      | Correspondencia - Línea 2 Otros servicios - Autobuses TTC: 12, 20, 21, 34, 43, 57, 86, 113, 116, 201, 300, 334, 343, 903, 905, 943, 986 - Kennedy En construcción - Línea 5 |

## Material rodante
Los 7 trenes de cuatro vagones utilizados exclusivamente en la línea Scarborough fueron desarrollados por Urban Transportation Development Corporation (UTDC), entonces una corporación de la Corona de Ontario, pero luego vendidos a Bombardier Transportation. La propuesta comercial inicialmente dio pocos frutos: un proyecto piloto propuesto en Hamilton se canceló después de encontrar una amplia oposición pública, y los únicos otros sistemas de tránsito que usaban la tecnología, denominado Intermediate Capacity Transit System (ICTS), en ese momento eran el SkyTrain de Vancouver y el Detroit People Mover. Después de que Bombardier se hizo cargo de UTDC, rediseñó la tecnología con autos más nuevos y más largos, utilizados para expandir la red SkyTrain y también para nuevas instalaciones en todo el mundo. ICTS pasó a llamarse "Advanced Rapid Transit" (ART) y se convirtió en un éxito para la empresa. Más tarde, la tecnología se renombró nuevamente, esta vez como Innovia Metro.
Una característica inusual de los autos ICTS es que son impulsados por motores de inducción lineales: en lugar de usar motores convencionales para hacer girar las ruedas, se empujan a lo largo de la ruta usando imanes planos alternos que reaccionan con la distintiva placa de metal de aluminio diamagnético que corre por el centro de las pistas. Este sistema requiere muy pocas piezas móviles y, por lo tanto, reduce los costes de mantenimiento. Cuando los motores de los autos están acelerando, en realidad levantan el auto fuera de la pista una distancia extremadamente pequeña, repeliendo contra la placa de aluminio.

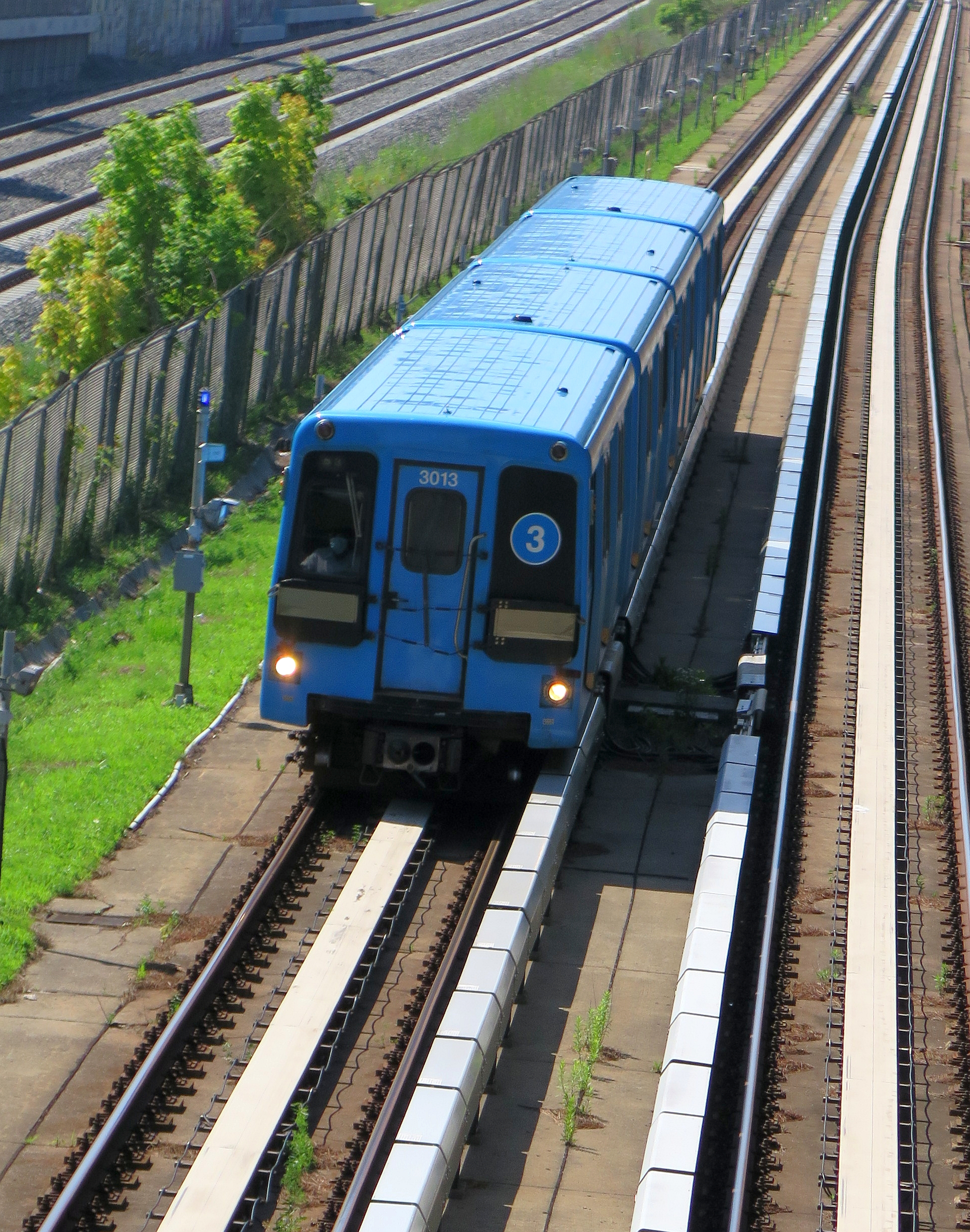
Tren de la S series en dirección norte hacia la estación Lawrence East, 2021.

Este micro-levantamiento evita que las ruedas del camión hagan un contacto eléctrico sólido con la vía. En lugar de usar el método convencional, en el que la energía motriz es suministrada por un solo tercer riel, con corriente de retorno viajando a través de los rieles de rodadura, se proporciona un riel de energía positivo y negativo separados en un lado de la vía. Con respecto a los camiones que aceleran y el microlevantamiento, las ruedas del camión tienen una pestaña algo más grande de lo normal para mantener el automóvil en línea en la pista durante el microlevantamiento. Los motores de inducción lineal también permiten el vagones para subir pendientes más pronunciadas de lo que sería posible con la tecnología tradicional del metro, ya que el deslizamiento de las ruedas no es un problema.
Los trenes también pueden ser operados exclusivamente por computadoras, convirtiéndose en una de las primeras instalaciones del sistema "SelTrac IS" de Standard Elektrik Lorenz (ahora propiedad y entregado por Thales Rail Signaling Solutions), eliminando la necesidad de un operador humano. Sin embargo, debido a la oposición del sindicato de trabajadores del transporte y la percepción pública, se retuvieron a los operadores; el sindicato se ha opuesto firmemente a los trenes sin conductor. Los trenes de la Línea 3 han tenido un solo operador desde su inicio. En la práctica, los trenes de la línea Scarborough se conducen solos; el operador supervisa sus operaciones y controla las puertas. 
Una de las características que no se implementó en el momento de la apertura de la línea Scarborough fue el sistema automatizado de anuncios de la próxima parada solo audible, que se introdujo en enero de 2008 y significó que los operadores ya no tenían que anunciar las paradas manualmente. Estos anuncios cuentan con la voz de Susan Bigioni, una empleada de TTC, quien también expresó los anuncios de la T series y los trenes H series retirados.